# دوان یینگ‌یینگ
 دوان یینگ‌یینگ (انگلیسی: Duan Yingying؛ زادهٔ ۳ ژوئن ۱۹۸۹) یک تنیس‌باز اهل جمهوری خلق چین است.